# Okhtyrka (huyện)
Huyện Okhtyrka (tiếng Ukraina: Охтирський район, chuyển tự: Okhtyrkas’kyi raion) là một huyện của tỉnh Sumy thuộc Ukraina. Huyện Okhtyrka có diện tích 1287 km², dân số theo điều tra dân số ngày 5 tháng 12 năm 2001 là 31534 người với mật độ 25 người/km2. Trung tâm huyện nằm ở Okhtyrka.